# Bivouac
Bivouac is het tweede studioalbum van de Amerikaanse punkband Jawbreaker. Het werd uitgegeven door de platenlabels Tupelo Recording Company en door Communion Records in 1992 op cd, lp en cassette. De cassettes werden uitgegeven in doorzichtige, gele, blauwe en doorzichtig gele hoesjes. Het album werd later heruitgegeven door Blackball Records, het platenlabel van de band zelf, in 2012 op lp en cd.

## Nummers
| Cd 1. "Shield Your Eyes" - 3:10 2. "Big" - 5:06 3. "Chesterfield King" - 3:55 4. "Sleep" - 4:06 5. "Donatello" - 3:03 6. "Face Down" - 3:06 7. "P.S. New York is Burning" - 5:08 8. "Like a Secret" - 4:11 9. "Tour Song" - 4:39 10. "You Don't Know…" - 2:35 11. "Pack It Up" - 2:51 12. "Parabola" - 3:06 13. "Bivouac" - 10:06 | Lp 1. "Shield Your Eyes" - 3:10 2. "Big" - 5:06 3. "Sleep" - 4:06 4. "Donatello" - 3:03 5. "P.S. New York is Burning" - 5:08 6. "Like a Secret" - 4:11 7. "Chesterfield King" - 3:55 8. "Parabola" - 3:06 9. "Bivouac" - 10:06 |